# Olympus E-420
La Olympus E-420 (Olympus EVOLT E-420 en América) es una SLR digital de 10 megapíxeles fabricada por Olympus y basada en el sistema Cuatro Tercios.
La E-420 es notable por su portabilidad. Su pequeño tamaño es conseguido gracias a la falta de la agarradera lateral y una batería más pequeña que otras Olympus DSLR.
Anunciada en marzo de 2008 para reemplazar a la E-410, la E-420 forma junto con la E-450 la gama de iniciación en cámaras réflex de Cuatro Tercios de Olympus.